# 以色列圣殿

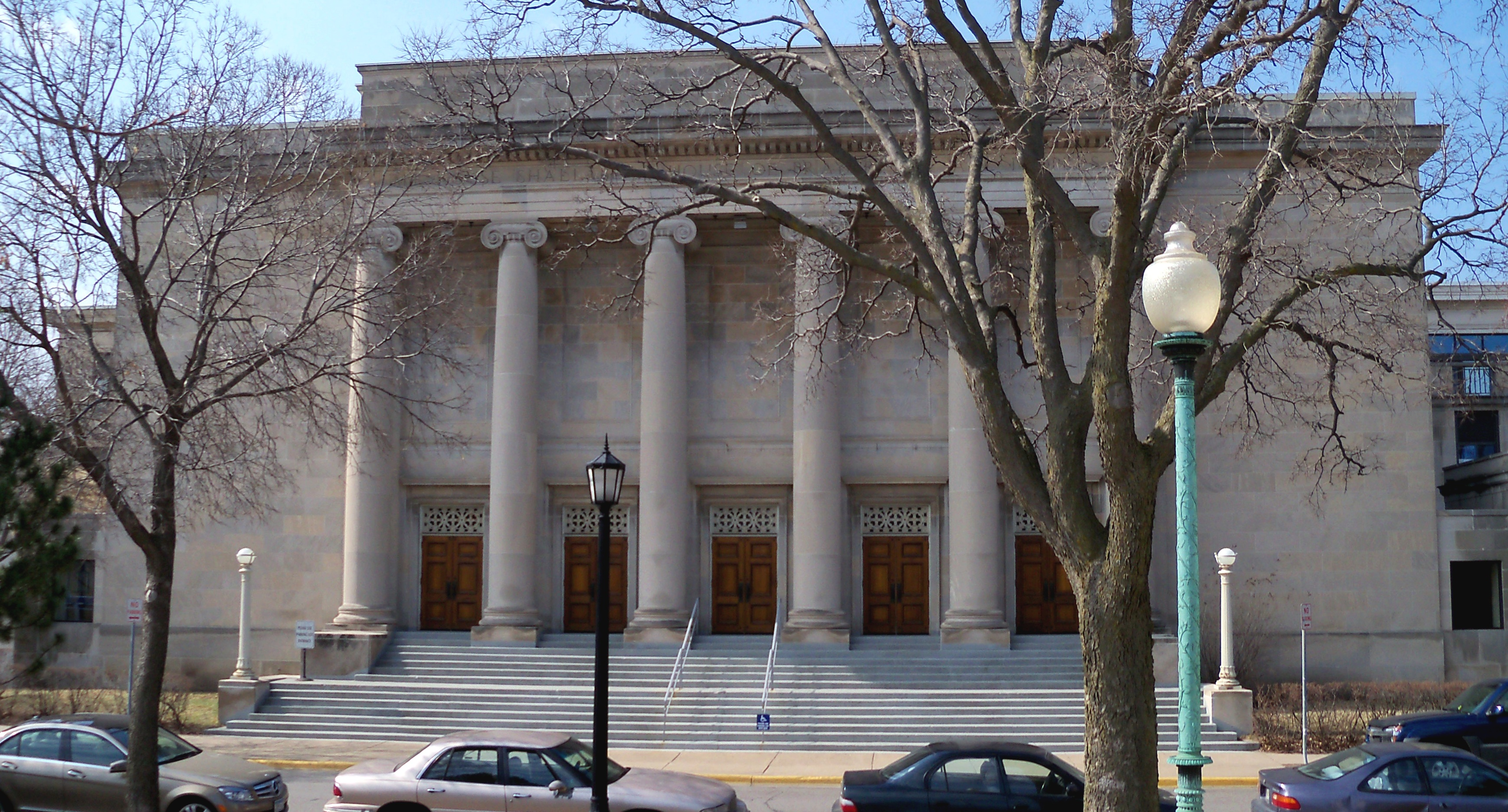
以色列圣殿

以色列圣殿（Temple Israel）是美国明尼阿波利斯一座犹太教改革派的犹太会堂。
会堂成立于1878年，属于犹太教正统派，称为Shaarai Tov.。
1880年，会众建立了自己的第一个建筑物，一个小的，木制的犹太会堂，采用流行的摩尔复兴风格，在第五街和马凯特大道的转角。 1888年，会堂迁入第10街和第五大道南拐角处的建筑。1902年会堂被烧毁，在原址重建了一座新的石砌会堂。  
1920年，会堂改属犹太教改革派，更名为以色列圣殿。 
目前的新古典主义建筑由建筑师杰克·利本伯格建于1928年。